# Pittosporum venulosum
Pittosporum venulosum är en tvåhjärtbladig växtart som beskrevs av Ferdinand von Mueller. Pittosporum venulosum ingår i släktet Pittosporum och familjen Pittosporaceae. Inga underarter finns listade.